# Грузија на Европском првенству у атлетици у дворани 2009.
Грузија је учествовала на 30. Европском првенству у дворани 2009. одржаном у Торину, Италија, од 6 до 6. марта. Ово је било седмо Европско првенство у дворани на којем је Грузија учествовала.
Репрезентацију Грузије представљао је један такмичар који се такмичио у трци на 60 метара са препонама. 
На овом првенству представник Грузије нису освојио ниједну мадељу, нити је оборен неки рекорд.
Грузијска репрезентација остала је у групи земаља које нису освајале медаље на европским првенствима у дворани. 

## Учесници
Мушкарци
- Давид Иларијани — 60 м препоне

### Мушкарци
| Давид Иларијаниа | 60 м препоне |  | Дисквалификован |  |